# De Hoop (Oud-Zevenaar)
De molen De Hoop is een in 1850 gebouwde korenmolen in het Nederlandse dorp Oud-Zevenaar. De molen werd gebouwd door H.B. Meyer en is sinds 1852 in het bezit van de molenaars- en bakkersfamilie Pijnappel, die rond 1900 ook de windmolens van Babberich, Duiven, Klarenbeek, Ooij, Pannerden en Posterenk in hun bezit hadden. Sedert 2017 is de molen in het bezit van de familie Botter.
De molen is vanaf de bouw in het gebruik als molenaarsbedrijf annex bakkerij; in het verleden had ze ook nog de functie van boerderij. Na enkele jaren van verval werd de molen van 1957 tot 1963 gerestaureerd.
Het gevlucht heeft op de binnenroede tot 1989 het van Riet-systeem gehad, waarna het is vervangen door het Ten Have-systeem.